# Campagne du Somaliland (1920)
Campagne du Somaliland
La cinquième expédition de la campagne du Somaliland, qui eut lieu en 1920, fut la dernière expédition britannique contre les forces derviches. Bien que la majorité des combats se déroulèrent en janvier, les troupes britanniques avaient commencé les préparatifs de l'assaut dès novembre 1919. Les forces britanniques comprenaient des éléments de la Royal Air Force et du Somaliland Camel Corps. Après trois semaines de bataille, les Diriye Guure sont vaincus, mettant un terme effectif à leur résistance de 20 ans.

## Contexte
Les Britanniques avaient auparavant mené trois expéditions au Somaliland britannique contre les derviches de 1900 à 1904 avec un succès limité ou nul. En 1913, les derviches avaient déjà vaincu les forces britanniques à Dul Madoba. Après la fin de la Première Guerre mondiale, les Britanniques ont de nouveau porté leur attention sur la violence en cours au Somaliland britannique.

## Plans britanniques
En 1919, les troubles au Somaliland britannique alarment suffisamment le gouvernement britannique pour que Milner, le Secrétaire d'État aux Colonies, envisage l'envoi d'une expédition militaire dans le protectorat. Le Chief of the Imperial General Staff, Henry Wilson, informe Milner qu'au moins deux divisions sera nécessaires pour un coût probable de plusieurs millions de livres. Un tel chiffrage fut considéré comme prohibitif dans les conditions d'austérité d'après-guerre.
Milner se tourne alors vers la Royal Air Force nouvellement formée, demandant au Chief of the Air Staff, Hugh Trenchard, s'il peut suggérer une solution. Trenchard, qui à l'époque veut s'assurer que l'armée de l'air restera un service distinct, propose immédiatement que la RAF assume la responsabilité de l'ensemble de l'opération. D'après Milner, l'appui de troupes terrestres sont nécessaires, théorie qui sera balayée d'un revers par Trenchard qui estime que les forces coloniales locales déjà présentes au Somaliland seront suffisantes.
Une réunion est organisée pour discuter de la campagne à venir. Sont présents : Winston Churchill, secrétaire d'État à la guerre et à l'air ; Leo Amery, sous-secrétaire colonial qui suppléait Milner ; Henry Wilson et Sir Hugh Trenchard. Wilson était fermement opposé à une campagne menée par le Colonial Office et le ministère de l'Air qui s'appuierait sur les soldats du War Office. Cependant, lorsque Amery et Trenchard déclare qu'ils ne demanderont en aucun cas des troupes, Wilson retire son objection et consent à ce que la RAF prenne les devants.

## Ordre de bataille

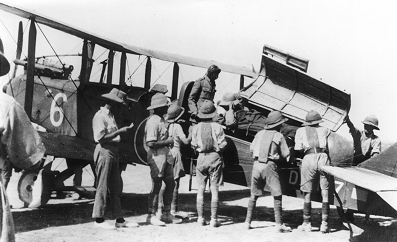
AZ Force DH9 utilisé comme ambulance aérienne.

En janvier 1920, les forces britanniques suivantes sont rassemblées:
- Z Force (ou Z Unit selon certaines sources) fourni par la RAF en Égypte. La force est composée de[5]:
  - 12 avions Airco DH.9A. Les avions sont expédiés au Somaliland sur le porte-avions HMS Ark Royal de la Royal Navy[6] et utilisés pour des bombardements. L'un sera transformé en ambulance aérienne.
  - Un parc de véhicules composé de dix camions Ford, deux ambulances Ford, six remorques, deux motos et deux camions légers Crossley Motors.
  - 36 officiers et 183 hommes, dont le commandant de la Z Force, le Group Captain Robert Gordon[7], et son chef d'état-major, le Wing Commander Frederick Bowhill[2].
- Le Somaliland Camel Corps, basé en permanence sur le terrain en tant que régiment de gendarmerie local.
- Un bataillon des King's African Rifles.

## Actions

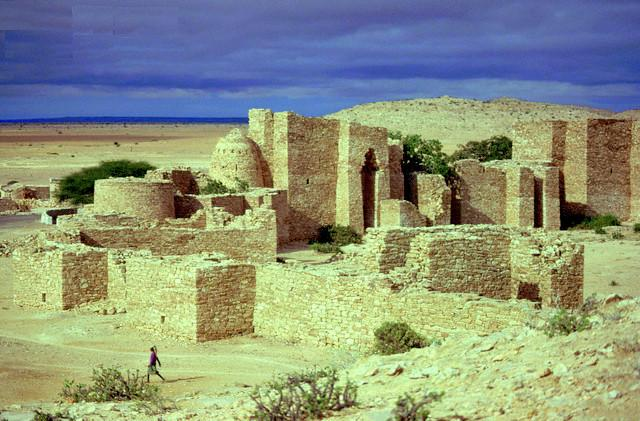
Fort de Taleh.

Le 1er janvier 1920, la Z Force avait construit un aérodrome temporaire à Berbera d'où ils opéraient. Le 21 janvier, des avions de la RAF ont bombardent Jideli. De nombreuses forces derviches n'avaient jamais vu d'avion auparavant et étaient terrifiées par le bombardement aérien au point de s'enfuir dans les collines. C'est également au cours de ce premier bombardement que Mohammed Abdullah Hassan a failli être tué, évitant de justesse la mort lorsqu'un chameau l'a protégé d'un attentat à la bombe à proximité. Après les cinq jours suivants, la Z Force avait détruit trois forts Dervish ; ils fourniront ensuite un soutien aérien et des communications aux forces terrestres. Cette bataille a établi la tactique du bombardement aérien suivi d'attaques par les forces terrestres et de l'utilisation d'avions pour fournir un soutien aux troupes terrestres lors d'attaques simultanées. Ces tactiques font partie des principales méthodes d'opérations en temps de guerre à ce jour.
Le 28 janvier, le Camel Corps occupa Jideli et Hassan se retira dans son fort principal à Taleh. Après des opérations terrestres et aériennes combinées, les Britanniques prirent Taleh le 9 février. Les forces derviches subirent de grandes pertes et furent dispersées. Ses forts furent endommagés et il parvint à s'échapper avec seulement quatre de ses partisans vers l'Ogaden. Hassan perdit certains de ses plus grands généraux au cours de la bataille, notamment son bras droit Haji Sudi et le commandant Ibrahim Boghl,.

## Événements ultérieurs
Bien que dans les mois suivants, Hassan ait retrouvé un peu de pouvoir dans l'Ogaden, il ne constituera plus jamais de menace dans le Somaliland britannique. Il mourut de causes naturelles en décembre 1920.
En Grande-Bretagne, où Mohammed Abdullah Hassan avait longtemps été une source d'irritation, la nouvelle de la victoire rapide fut bien accueillie au Parlement et dans le pays. Le coût de l'opération de 1920 fut estimé à 77 000 £, décrite par Amery comme « la guerre la moins chère de l'histoire ». Trenchard et la RAF nouvellement créée ont été grandement encouragés par le résultat.
L'année suivante, en mars 1921, lors de la conférence du Caire, Winston Churchill, qui était alors secrétaire colonial, avec les trois chefs de service, décida que toutes les forces britanniques en Irak seraient placées sous le contrôle de la RAF. L'intention était d'appliquer le modèle de contrôle aérien impérial qui avait fonctionné au Somaliland à une région beaucoup plus vaste subissant également des troubles.